# Coöptatie
Coöptatie is een systeem waarbij leden van een vereniging, vergadering of raad zelf nieuwe leden kiezen of aanwijzen.
Deze vorm van verkiezing staat onder meer tegenover de aanwijzing van de leden door een hoger orgaan, bijvoorbeeld de algemene vergadering van een vereniging of de stemgerechtigde bevolking bij een parlementsverkiezing.
Het systeem wordt toegepast in studentenhuizen in Nederland, gemeenschappelijk- en centraal wonenprojecten, bij stichtingsbesturen en vaak bij een Raad van Commissarissen. Ook Raadsheren bij de Hoge Raad der Nederlanden worden volgens dit principe benoemd. Een gedeelte van de Belgische senatoren wordt via coöptatie aangewezen.
Dit systeem is verwant met het invitatieprincipe, waarbij ook het aanmelden voor lidmaatschap wordt beperkt (zie Internetgemeenschappen als Orkut).